# Sérihio
Sérihio è una città e sottoprefettura della Costa d'Avorio appartenente al dipartimento di Gagnoa. Conta una popolazione di 42 545 abitanti (censimento 2014).